# Psalmopoeus irminia
Psalmopoeus irminia là một loài nhện trong họ Theraphosidae. Loài này thuộc chi Psalmopoeus được mô tả năm 1994 bởi Saager.
Psalmopoeus irminia có ở Venezuela.